# John Ridgeway
John Robert Ridgeway III (Bloomington, 7 maggio 1999) è un giocatore di football americano statunitense che milita nel ruolo di defensive tackle per i Washington Commanders della National Football League (NFL).

## Carriera

### Dallas Cowboys
Ridgeway fu scelto nel corso del quinto giro (178º assoluto) nel Draft NFL 2022 dai Dallas Cowboys. Fu svincolato il 17 settembre 2022.

### Washington Commanders
Ridgeway firmò con i Washington Commanders il 19 settembre 2022. Nella settimana 9 contro i Minnesota Vikings commise un errore decisivo con un contatto illegale con il long snapper dei Vikings durante un tentativo di field goal a meno di due minuti dal termine della gara. Ai Commanders fu fischiata una penalità che diede a Minnesota un'altra occasione per tentare di convertire un primo down, permettendo loro di fare esaurire il cronomento prima di calciare il field goal e chiudendo la gara sul risultato di 20-17. La settimana successive forzò il suo primo fumble sul tight end Dallas Goedert che fu recuperato dal compagno Jamin Davis, contribuendo a battere i precedentemente imbattuti Philadelphia Eagles. La sua stagione da rookie si chiuse con 24 tackle in 15 presenze, 4 delle quali come titolare.